# Pilões (Paraíba)
Pilões é um município brasileiro do estado da Paraíba. Localiza-se na Região Geográfica Intermediária de João Pessoa, Região Geográfica Imediata de Guarabira, unidade geoambiental do Planalto da Borborema. De acordo com o IBGE (Instituto Brasileiro de Geografia e Estatística), no ano de 2006 sua população era estimada em 7.731 habitantes, e agora de acordo com censo de 2010 sua população está estimada em 6.978 habitantes. Possui área de 64,4 km². O relevo geralmente movimentado, com vales profundos e estreitos dissecados, apresenta um conjunto de montanhas (altitude média de 400m acima do nível do mar). O município apresenta vários rios perenes, belas cachoeiras e pequenos córregos que compõem a bacia hidrográfica do Rio Mamanguape. Com vestígios remanescentes da Mata Atlântica, apresenta vegetação formada por Florestas Subcaducifólica e Caducifólica, próprias das áreas agrestes. Baseou sua economia, durante muito tempo, no plantio da cana-de-açúcar para a produção da rapadura e da cachaça. A produção da banana, do urucum, da castanha de caju, da mandioca, e a criação de rebanhos bovinos e caprinos são as atuais fontes da economia local. A produção de flores é o mais novo elemento da economia pilonense.

## História
Pilões recebeu status de município pela lei estadual nº 916 de 20 de agosto de 1953.

## Geografia
Pilões está situada na mesorregião do Agreste Paraibano, microrregião do Brejo Paraibano, incluída na unidade geoambiental do Planalto da Borborema, tendo como municípios limítrofes: Serraria (norte e oeste), Areia (sul), Alagoinha (sul), Pilõezinhos (leste) e Cuitegi (leste). 
Distante 118 quilômetros da capital do Estado. A área do município é de 64,4 quilômetros quadrados.
O sítio urbano onde está assentada a cidade ocupa um vale entre as montanhas formadoras das primeiras elevações da cordilheira oriental da Borborema, numa altitude de 360 metros em relação ao nível do mar.

## Economia
Vários ciclos distintos já se sobrepuseram através da história em Pilões, tendo a agricultura como a principal atividade econômica. O primeiro deles foi o da cana-de-açúcar no final do século XIX e quase totalidade do século XX. O ciclo do café - menos significativo - teve lugar na economia de Pilões nas primeiras décadas do século passado, época em que a região do Brejo foi importante produtor dessa cultura. Em meados do século XX o município passou a produzir sisal aproveitando o bom momento da cultura que alcançava bom preço na Europa e Estados Unidos.  A produção dos canaviais, que chegou a ocupar quase totalidade do território municipal no final da década de 70 do século passado, fez desaparecer a atividade cafeeira e do sisal, abrindo fronteiras agrícolas para o predomínio absoluto dos engenhos que fabricavam rapaduras, açúcar mascavo, cachaças e aguardentes. Até  os anos de 1960 Pilões contava com 26 desses engenhos, época a partid da qual foram sendo gradativamente absorvidos pelo advento das grandes usinas, passando, seus proprietários, a meros fornecedores de matéria-prima para essa nova indústria sucro-alcoleira. A Usina Santa Maria, de Areia, atingiu seu ápice no final de 1979 com a segunda crise do petróleo que impulsionou o preço do álcool combustível. A partir da década de 1980, a Santa Maria mergulhou em uma crise que culminou com o seu fechamento em 1994, levando Pilões e sua população à pior fase de sua história. Os produtores rurais do município encontraram na cultura da bananeira e na criação de gado a saída possível para o problema. A cultura da banana transformou-se, nos últimos anos, na principal atividade econômica de Pilões, que também produz mandioca, urucum, castanha de caju e produtos cerâmicos em pequenas unidades industriais.
Outra atividade que se apresenta promissora é o plantio de flores. Pilões já cultiva diversas variedades, com destaque para Crisântemos, Margaridas, Gladíolas e Rosas. Cultura que traz fama e dinheiro para o município.

## Turismo
Pilões está incluída no Roteiro Cultural Caminhos do Frio. Sua paisagem serrana e seu clima agradável durante boa parte do ano são um convite aos turistas que gostam de um bom ambiente natural. Cortado por vários rios e belas cachoeiras (cachoeiras do Poço Escuro, do Ouricuri, da Manga), tem seu território pontilhado de montanhas eternamente verdes e vales estreitos e profundos, onde várias trilhas ecológicas são exploradas por aventureiros de todo o Brasil. No passado a região foi coberta por florestas típicas da Mata Atlântica, habitat do canário-da-terra, galo-da-Campina, sabiás, azulões, sanhaço, pintassilgo, sagui e de tantas outras espécies da fauna nordestina. O casario rural é outro atrativo. O município abrigou muitos engenhos de rapadura, onde a aristocracia rural do final do século XIX construiu belas casas que ainda podem ser vistas. O Engenho Boa-Fé é um grande testemunho daquela bela época. A Pedra do Espinho, com seus mais de 150 metros de precipício, é muito procurada por amantes do rapel.

## Infraestrutura

### Educação
Pilões dispõe de dezesseis escolas públicas. Desse total quatorze pertencem à rede municipal e duas da rede estadual. Uma biblioteca Municipal, com um acervo razoável e equipada com computador ligado à rede mundial, fica à disposição da população durante todo o dia e parte da noite.
Um eficiente sistema de transporte escolar com cobertura integral faz o transporte do alunado da zona rural até o centro urbano do município, e deste até a cidade vizinha de Guarabira, onde alunos de Pilões fazem cursos específicos, não disponibilizados pela rede de ensino local.

### Saúde
Os serviços da assistência à saúde estão distribuídos por três unidades de PSFs - Programa de Saúde da Família -, dois na zona urbana e um na zona rural. Três postos de saúde espalhados pela zona rural e um centro de saúde na zona urbana complementam o sistema. Seis médicos, dois odontólogos, quatro enfermeiras e oito auxiliares integram as unidades de saúde do município. Os casos de maior gravidade são transferidos para Guarabira, Campina Grande e João Pessoa.
Vinte e um agentes comunitários de saúde e três de epidemiologia completam o quadro funcional do setor. As campanhas de vacinação são feitas periodicamente, atingindo coberturas acima da média exigida.

## Cultura
A principal festa do município de Pilões é realizada no dia 20 de agosto de cada ano, data de sua emancipação. A população marcadamente Católica faz todos os anos uma apresentação ao ar livre da Paixão de Cristo. O evento atrai a presença de mais de dez mil pessoas ao largo da Matriz, onde o Teatro Padre Mateus, com seus mais de cem atores e figurantes, faz uma apresentação com duração de duas horas.
No esporte, destaque para o futebol, com a Seleção de Pilões. Diversos clubes rurais e urbanos realizam um campeonato local muito disputado.
Conhecidas pelo nome de Corrida das Argolinhas, as Cavalhadas são uma rica manifestação da cultura popular local. O São João e o São Pedro são uma tradição da região, com fogueiras, comidas de milho e queimagem de flores na zona rural.
O artesanato sobressai no cenário paraibano. Mesmo sem possuir uma associação, os artesões produzem excelentes peças. Matérias primas, como a madeira bruta, são transformadas por mãos habilidosas em lindas esculturas. A pintura em tela, com seus traços religiosos, emociona. Com um simples fio de lâ nas mãos, pessoas como Ia de Orlando Floro e Lena de Genival fazem surgir lindas peças de crochê.
Na culinária regional podemos encontrar doces, enorme variedade de salgados. Também podemos encontra comidas como buchada, picado, lasanha e arrumadinho, todos com um toque regional a base de banana e derivados da cana-de-açúcar.

## Pilonenses ilustres
- José Lourenço Gomes da Silva, líder da comunidade de Caldeirão de Santa Cruz do Deserto.